# Oberlohrgrund
Oberlohrgrund ist ein Gemeindeteil der Gemeinde Heinrichsthal im unterfränkischen Landkreis Aschaffenburg in Bayern.
Der Weiler liegt im Spessart im oberen Tal des Lohrbachs auf 360 m ü. NHN an der Kreisstraße AB 7 zwischen Heinrichsthal und Unterlohrgrund.

## Geschichte
In Oberlohrgrund befand sich zur Zeit des Dritten Reiches für einige Zeit ein KLV-Lager der staatlichen Kinderlandverschickung.